# Кватчинское (сельское поселение)
Кватчинское — упразднённое муниципальное образование со статусом сельского поселения в Можгинском районе Удмуртии Российской Федерации.
Административный центр — деревня Кватчи.
25 июня 2021 года упразднено в связи с преобразованием муниципального района в муниципальный округ.

## История
Статус и границы сельского поселения установлены Законом Удмуртской Республики от 13 июля 2005 года № 41-РЗ «Об установлении границ муниципальных образований и наделении соответствующим статусом муниципальных образований на территории Можгинского района Удмуртской Республики».

## Население
| 2008  | 2010  | 2012  | 2013  | 2014  | 2015  | 2016  |
| ----- | ----- | ----- | ----- | ----- | ----- | ----- |
| 1962  | ↗2123 | ↘2107 | ↘2074 | ↘2061 | ↘2018 | ↘2010 |
| 2017  | 2018  | 2019  | 2020  |       |       |       |
| ↘1971 | ↘1959 | ↘1954 | ↘1940 |       |       |       |

## Состав сельского поселения
| № | Населённый пункт | Тип населённого пункта          | Население |
| - | ---------------- | ------------------------------- | --------- |
| 1 | Водзя            | деревня                         | ↗225      |
| 2 | Гущино           | деревня                         | →8        |
| 3 | Кватчи           | деревня, административный центр | ↘734      |
| 4 | Нижний Вишур     | деревня                         | ↘547      |
| 5 | Старый Березняк  | деревня                         | ↘466      |
| 6 | Чежебаш          | деревня                         | ↗106      |
| 7 | Чежесть-Какси    | деревня                         | ↘21       |